# Estación de Kurtzea-Lezama
Kurtzea-Lezama (antes La Cruz-Kurtzea) es una estación de ferrocarril en superficie perteneciente a la línea 3 de Euskotren Trena (línea del Txorierri). Se ubica en el barrio de Aretxalde del municipio vizcaíno de Lezama. Su tarifa corresponde a la zona 2 del Consorcio de Transportes de Bizkaia.
La estación con un único acceso, por medio de rampas. Para cambiar de andén hay que pasar por una rampa subterránea. Tiene dos ascensores.

## Accesos
- Barrio Aretxalde